# Lucio Sicio Dentato
Lucio Sicio Dentato  (m. 449 a. C.) fue un militar y político romano del siglo V a. C. Ocupó el cargo de tribuno en el 454 a. C., y estaba considerado como el soldado más valiente de Roma, siendo conocido como "el Aquiles romano".
Existen dudas respecto a su nombre porque las fuentes también lo llaman Lucio Sicinio Dentato.

## Carrera pública
De origen plebeyo, inició su carrera militar a los 17 años, y durante sus más de 40 años de servicio participó en 120 batallas y fue herido 45 veces, matando a unos 600 soldados enemigos.
Recibió innumerables condecoraciones al valor, si bien las cifras exactas difieren según las fuentes. Algunos autores hablan de 170 condecoraciones, mientras otros elevan aún más esa cifra. Según el relato de Dionisio de Halicarnaso, se trataría de 14 coronas civiles, 3 coronas murales, y 8 coronas más; 83 tiaras de oro; 160 brazaletes de oro; 18 lanzas y otras 25 condecoraciones más (quizás guirnaldas). También, según Plinio el Viejo, fue condecorado con la Corona gramínea; la más alta condecoración militar romana, concedida únicamente en 9 ocasiones en toda la historia de Roma.
Pese a ser todo un icono militar, Dentato fue también conocido por su defensa en favor de la igualdad entre patricios y plebeyos.
Murió en torno a los 60 años de edad, presuntamente asesinado por los hombres del decenviro Apio Claudio Craso, debido a sus discrepancias políticas con los decenviros. Según se cuenta, de los 25 hombres que fueron a matarle, sólo 10 salieron ilesos.
Para paliar la indignación popular que suscitó su asesinato, en Roma se celebró un funeral de estado con todos los honores. Sin embargo, el decenvirato caería poco tiempo después, en el 449 a. C.